# HD 128429
HD 128429，又名BD-11 3770，SAO 158677、HR 5455，是一颗恒星，视星等为6.2，位于銀經339.35，銀緯42.97，其B1900.0坐标为赤經14h 31m 40.5s，赤緯-11° 42.97′ 49″。